# 鄧元資
鄧元資（？—？），中國清朝官員，江西新城縣人。
道光二十一年（1841年）進士，道光二十三年（1843年）以即用知縣代理臺灣府海防兼南路理番同知。次年八月代理澎湖通判。道光二十六年（1846年）因丁憂去職。